# Viktor Pöschl (Philologe)
Viktor Pöschl (* 28. Januar 1910 in Graz; † 1. Februar 1997 in Heidelberg) war ein deutscher Klassischer Philologe österreichischer Herkunft. Ab 1950 hatte er den Lehrstuhl für Klassische Philologie in Heidelberg inne.

Viktor Pöschl, Sohn von Maria Pöschl, geborene Beseliak, und des gleichnamigen Chemikers und Warenwissenschaftlers, der Rektor der Handelshochschule Mannheim war, wurde in der Steiermark geboren, besuchte in Mannheim das Karl-Friedrich-Gymnasium. Ab 1928 studierte er Klassische Philologie und Romanistik in Heidelberg, Grenoble, Cambridge, München und Berlin und wurde 1933 an der Ruprecht-Karls-Universität Heidelberg bei Otto Regenbogen mit einer Arbeit über Cicero zum Doktor der Philosophie promoviert. Er trat zum 30. Oktober 1933 der SS bei (SS-Nummer 172.059). Danach absolvierte er das Referendariat und die Assessorzeit am Karl-Friedrich-Gymnasium in Mannheim. Oktober 1937 beantragte er die Aufnahme in die NSDAP und wurde rückwirkend zum 1. Mai desselben Jahres aufgenommen (Mitgliedsnummer 5.257.286). Nach der Habilitation in Heidelberg 1939 mit einer Arbeit über Sallust wurde er 1940 Privatdozent in München, danach im selben Jahr an der Karls-Universität Prag und 1948 in Graz. Während des Krieges leistete er Dienst im Reichsluftfahrtministerium.
Nach erneuter Habilitation in Graz 1948 erhielt Pöschl 1950 einen Ruf nach Heidelberg, wo er bis 1976 als ordentlicher Professor lehrte und forschte. Zu seinen akademischen Schülern gehörte Ernst A. Schmidt.
Pöschls Hauptinteresse galt Vergil, den er durch Betonung der Tiefe der Symbolik und der Eigenständigkeit gegenüber dem Vorbild Homer als Dichter von eigenem Rang wiederentdeckte. Die romantische Tradition einseitiger Wertschätzung des Originalgenies und die daraus abgeleitete Bevorzugung der griechischen gegenüber der römischen Kultur seit dem 19. Jahrhundert hatte, vor allem in Deutschland, zu einer Abwertung Vergils als eines bloßen Homer-Epigonen geführt. Mit dieser Neubewertung Vergils, die auch international, vor allem in den USA stark beachtet wurde, führte er nicht nur eine Wende in Vergils Beurteilung herbei, sondern stimulierte auch die Vergilforschung der zweiten Hälfte des 20. Jahrhunderts. Weitere Arbeiten galten Cicero, Sallust und Horaz und Tacitus und in diesem Zusammenhang besonders den römischen Wertbegriffen. Auch Cäsar, den Pöschl für eine ideale Verkörperung römischen Wesens hielt und als Schriftsteller wie als Staatsmann gleichermaßen hochschätzte, stand im Zentrum seiner Interessen.
Seit 1954 ordentliches Mitglied, war Pöschl von 1974 bis 1978 Präsident der Heidelberger Akademie der Wissenschaften. Seit 1962 Mitglied der Union Académique Internationale, war er deren Präsident von 1983 bis 1986. Seit 1976 war er korrespondierendes Mitglied der Österreichischen Akademie der Wissenschaften, seit 1985 der Académie des Inscriptions et Belles-Lettres (Institute de France). Von 1976 bis 1978 war er Vorsitzender der Union der deutschen Akademien der Wissenschaften.
Viktor Pöschl war katholisch und hatte 1946 Tatjana Fischer geheiratet.

## Schriften
- Römischer Staat und griechisches Staatsdenken bei Cicero. Untersuchungen zu Ciceros Schrift De re publica (= Neue deutsche Forschungen. Bd. 104, ZDB-ID 401398-0 = Neue deutsche Forschungen. Abteilung Klassische Philologie. Bd. 5, ZDB-ID 401430-3). Junker & Dünnhaupt, Berlin 1936 (Mehrere unveränderte Nachdrucke; zugleich: Heidelberg, Universität, Dissertation, 1933).
- Grundwerte römischer Staatsgesinnung in den Geschichtswerken des Sallust. De Gruyter, Berlin 1940, (Unveränderter Nachdruck. ebenda 1967; zugleich: Heidelberg, Universität, Habilitationsschrift, 1939).
- Die Dichtkunst Virgils. Bild und Symbol in der Äneis. Rohrer, Wiesbaden 1950; 3., überarbeitete und erweiterte Auflage: De Gruyter, Berlin u. a. 1977, ISBN 3-11-006885-0.
- Horaz und die Politik (= Sitzungsberichte der Heidelberger Akademie der Wissenschaften. Philosophisch-Historische Klasse. Jg. 1956, Abhandlung 4, ISSN 0933-6613). Winter, Heidelberg 1956, (2., verbesserte Auflage. ebenda 1963).
- Die große Maecenasode des Horaz. 1961.
- Die Hirtendichtung Virgils. Winter, Heidelberg 1964.
- Horazische Lyrik. Interpretationen Winter, Heidelberg 1970; 2., erweiterte Auflage (= Bibliothek der klassischen Altertumswissenschaften. 2. Reihe, Neue Folge, Bd. 85) ebenda 1991, ISBN 3-533-04461-0.
- mit Albert Klinz: Zeitkritik bei Tacitus (= Heidelberger Texte. Heft 6). Kerle, Heidelberg 1972.
- Die neuen Menanderpapyri und die Originalität des Plautus (= Sitzungsberichte der Heidelberger Akademie der Wissenschaften. Philosophisch-Historische Klasse. Jg. 1973, Abhandlung 4). Winter, Heidelberg 1973, ISBN 3-533-02293-5.
- Das Problem der Adelphen des Terenz (= Sitzungsberichte der Heidelberger Akademie der Wissenschaften. Philosophisch-Historische Klasse. Jg. 1975, Abhandlung 4). Winter, Heidelberg 1975, ISBN 3-533-02426-1.
- Kleine Schriften. Herausgegeben von Wolf-Lüder Liebermann. 3 Bände. Winter, Heidelberg
  - Band 1: Kunst und Wirklichkeitserfahrung in der Dichtung. Abhandlungen und Aufsätze zur römischen Poesie (= Bibliothek der klassischen Altertumswissenschaften. 2. Reihe, Neue Folge, Bd. 66). 1979, ISBN 3-533-02868-2;
  - Band 2: Literatur und geschichtliche Wirklichkeit. Abhandlungen und Aufsätze zur römischen Prosa und klassischen Philologie (= Bibliothek der klassischen Altertumswissenschaften. 2. Reihe, Neue Folge, Bd. 74). 1983, ISBN 3-533-03457-7;
  - Band 3: Lebendige Vergangenheit. Abhandlungen und Aufsätze zur römischen Literatur und ihrem Weiterwirken (= Bibliothek der klassischen Altertumswissenschaften. 2. Reihe, Neue Folge, Bd. 92). 1995, ISBN 3-8253-0281-4.

## Tonträger
- Römische Dichtung. Lateinisch gesprochen von Viktor Pöschl. Mit zweisprachiger Textbeigabe und Einführung. Artemis Verlag, Zürich u. a. 1959, (Schallplatte, 33/min, 30 cm); enthält: P. Vergilius Maro: Aeneis. Aus dem 6. Buch: Die Sibylle. Die Begegnung mit Dido. Aeneas und Anchises. Q. Horatius Flaccus: Sermonum I, 9. Die Schwätzersatire. P. Ovidius Naso: Metamorphosen. Apollo und Daphne. Pygmalion.